# Ginástica artística nos Jogos Pan-Americanos de 2011 - Trave
A competição da trave feminino foi um dos eventos da ginástica artística nos Jogos Pan-Americanos de 2011. Foi disputada no Complexo Nissan de Ginástica no dia 28 de outubro.

## Calendário
Horário local (UTC-6).
| Data          | Horário | Fase  |
| ------------- | ------- | ----- |
| 28 de outubro | 13:00   | Final |

## Medalhistas
| Ouro   | GUA Ana Sofía Gómez  |
| Prata  | CAN Kristina Vaculik |
| Bronze | BRA Daniele Hypólito |

## Resultados

### Qualificação
Um máximo de duas ginastas por país puderam se classificar a final, podendo haver substituição se requerido pela delegação.
| Pos.     | Ginasta          | País               | Total  | Obs. |
| -------- | ---------------- | ------------------ | ------ | ---- |
| 1        | Ana Sofía Gómez  | GUA Guatemala      | 14.675 | Q    |
| 2        | Kristina Vaculik | CAN Canadá         | 14.275 | Q    |
| 3        | Karla Salazar    | MEX México         | 14.075 | Q    |
| 4        | Talia Chiarelli  | CAN Canadá         | 13.675 | Q    |
| 5        | Jessica Gil      | COL Colômbia       | 13.600 | Q    |
| 6        | Yessenia Estrada | MEX México         | 13.600 | Q    |
| 7        | Fanny Briceño    | VEN Venezuela      | 13.525 | Q    |
| 8        | Priscila Cobello | BRA Brasil         | 13.500 | Q    |
| Reservas |                  |                    |        |      |
| 9        | Daniele Hypólito | BRA Brasil         | 13.500 | R    |
| 10       | Ivet Rojas       | VEN Venezuela      | 13.475 | R    |
| 11       | Jessie DeZiel    | USA Estados Unidos | 13.275 | R    |

### Final
| Pos.              | Ginasta              | Nota D | Nota E | Pen. | Total  |
| ----------------- | -------------------- | ------ | ------ | ---- | ------ |
| Medalha de ouro   | GUA Ana Sofía Gómez  | 6.000  | 8.175  |      | 14.175 |
| Medalha de prata  | CAN Kristina Vaculik | 5.800  | 8.125  |      | 13.925 |
| Medalha de bronze | BRA Daniele Hypólito | 6.300  | 7.450  |      | 13.750 |
| 4                 | MEX Karla Salazar    | 5.500  | 7.925  |      | 13.425 |
| 5                 | CAN Talia Chiarelli  | 5.200  | 7.875  |      | 13.075 |
| 6                 | VEN Fanny Briceño    | 5.000  | 7.550  |      | 12.550 |
| 7                 | MEX Yessenia Estrada | 5.800  | 6.700  |      | 12.500 |
| 8                 | COL Jessica Gil      | 5.300  | 6.500  |      | 11.800 |